# منین
منین یک منطقهٔ مسکونی در سوریه است که در Al-Tall واقع شده‌است.

## خصوصیات
منین ۱۷٬۵۲۱ نفر جمعیت دارد و ۱٬۲۰۰ متر بالاتر از سطح دریا واقع شده‌است.